# Bukowiec (Mysłakowice)

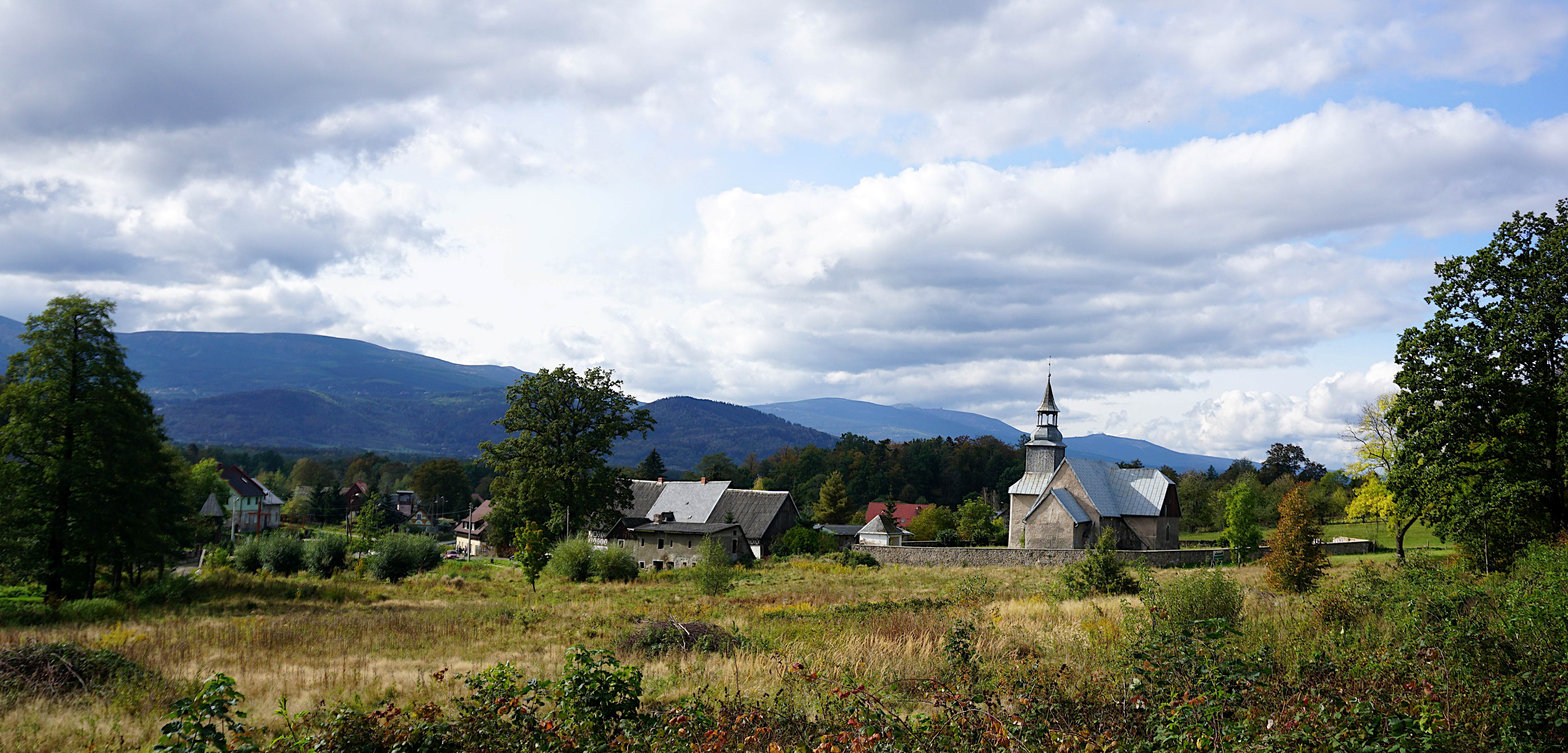
Blick auf Buchwald

Bukowiec (deutsch: Buchwald) ist ein Ortsteil der Gemeinde Mysłakowice in Niederschlesien. Es liegt im Hirschberger Tal in einer Höhe von 400 bis 490 m.
Im Ort gibt es eine Schloss- und Parkanlage mit einem bedeutenden Landschaftspark mit Staffagebauten und zahlreichen Teichen.

## Geographie
Bukowiec befindet sich etwa vier Kilometer südöstlich vom Gemeindesitz Mysłakowice (Zillerthal-Erdmannsdorf), etwa vierzehn Kilometer südöstlich der Kreisstadt Jelenia Góra (Hirschberg) und 112 Kilometer südwestlich der Woiwodschaftshauptstadt Breslau.
Es liegt am nördlichen Fuß des Riesengebirges im Hirschberger Tal am Bach Jedlica (dt. Eglitz) am Landeshuter Kamm.
Nachbarorte sind im Osten Gruszków (dt. Bärndorf), im Süden Kowary (Schmiedeberg im Riesengebirge), im Südwesten Kostrzyca (Quirl), im Westen der Gemeindesitz Mysłakowice (Zillerthal-Erdmannsdorf) und im Norden Krogulec (Södrich).

## Geschichte

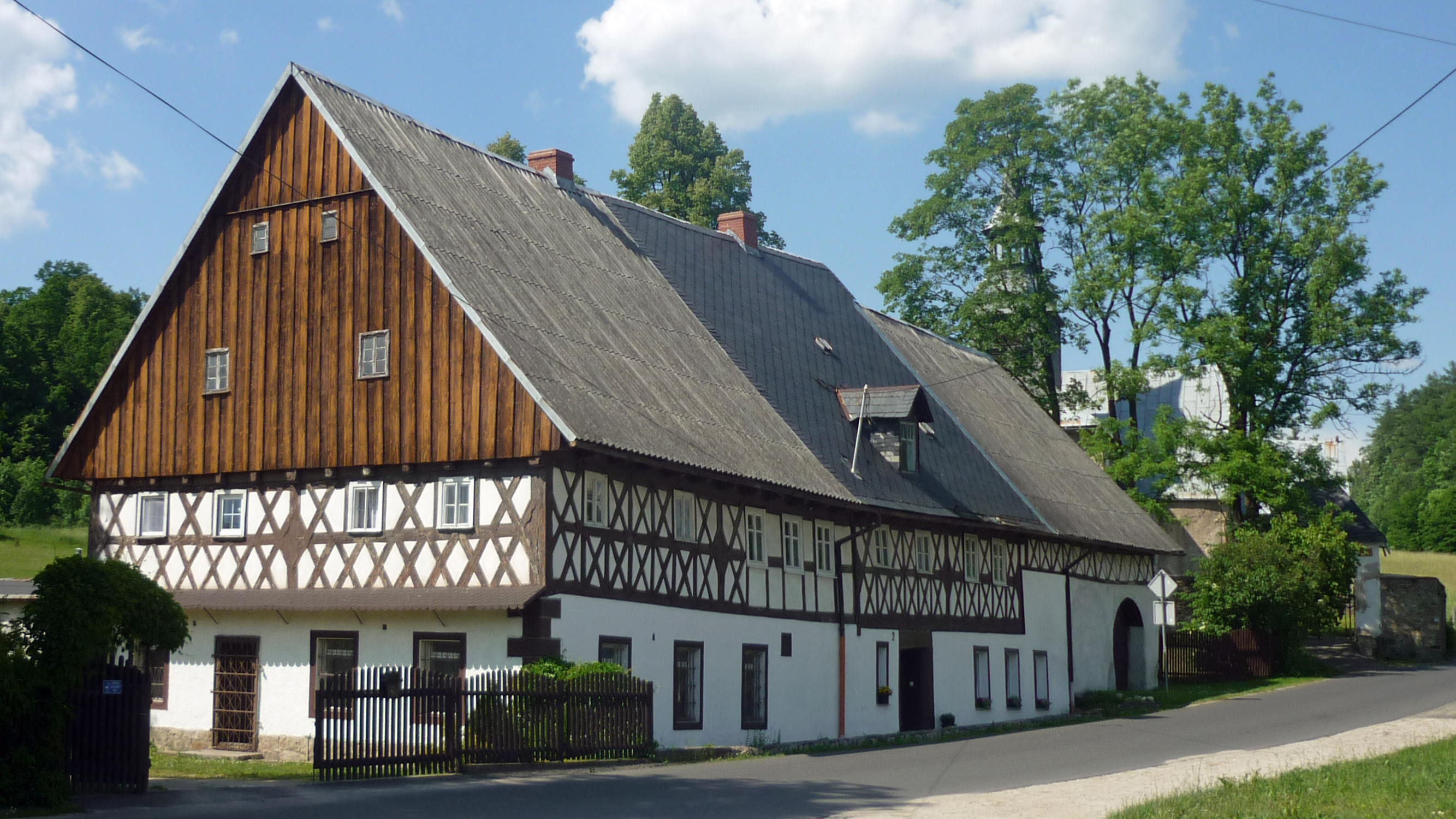
Gerichtskretscham in Buchwald

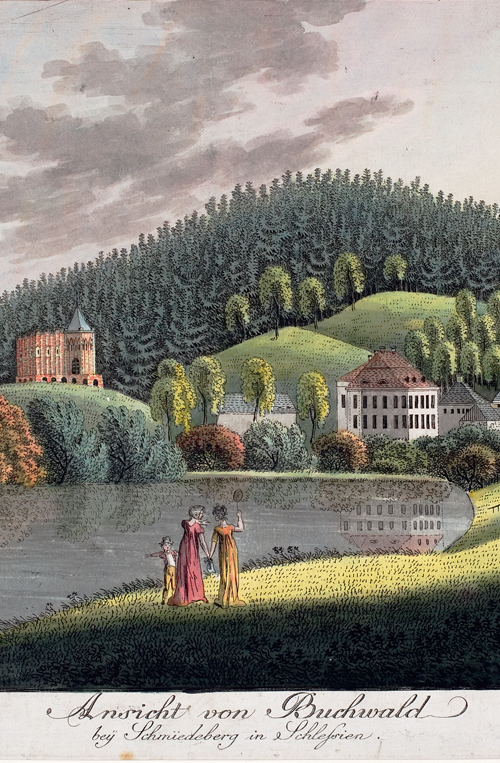
Buchwald bei Schmiedeberg in Niederschlesien

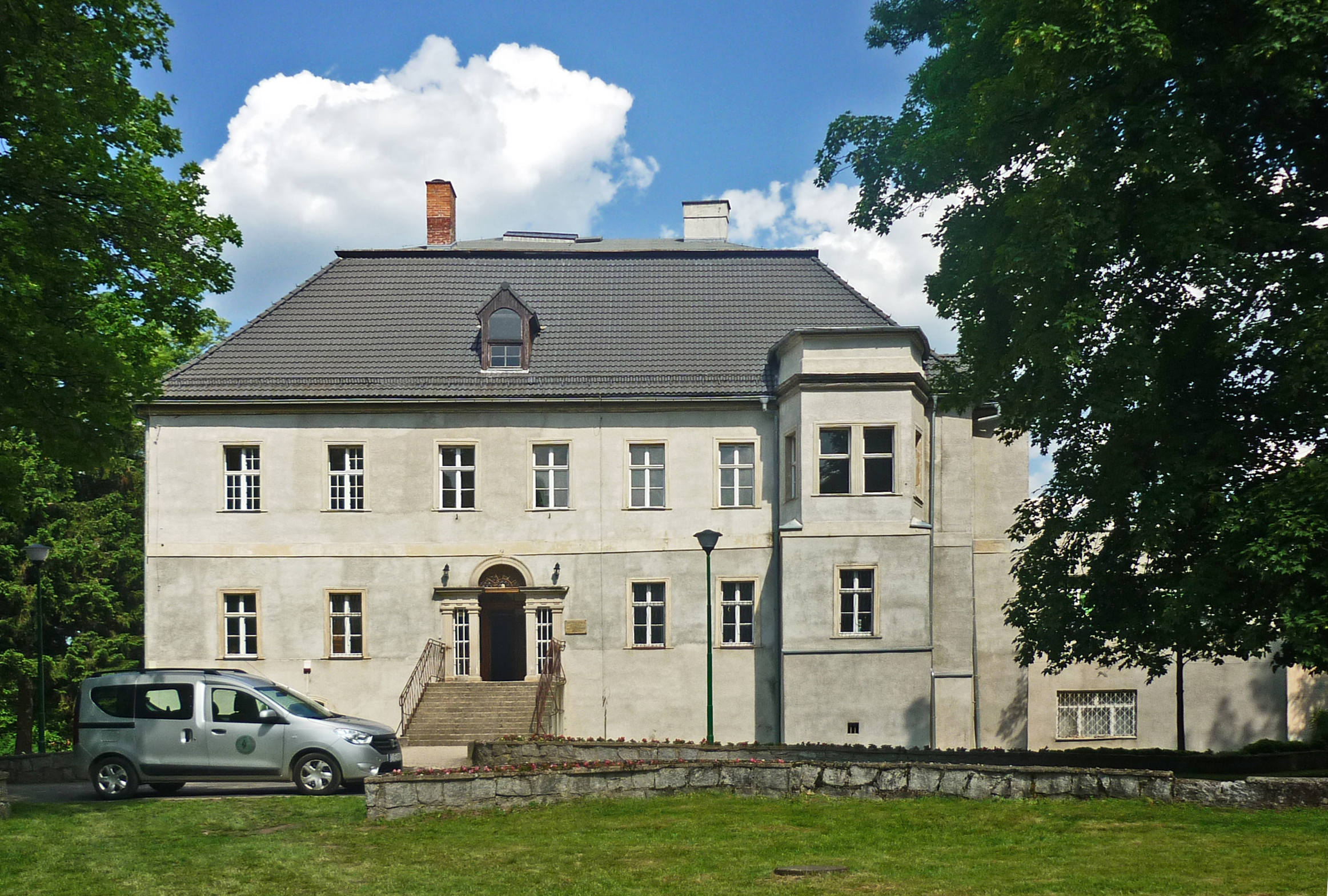
Schloss Buchwald

Die erste urkundliche Erwähnung des Ortes stammt aus dem Jahre 1305. Im Jahr 1420 wurden im Dorf Fischteiche angelegt. Das Anwesen gehörte seit 1367 dem Ritter Heinko von Zedlitz und war als Wasserschloss bis ins 16. Jahrhundert im Besitz der Familie von Zedlitz. Im Jahr 1573 ging es in den Besitz des Geschlechts derer von Reibnitz über. Das Schloss wurde 1744 von Baron Johann Maximilian von Reibnitz († 1795) umgebaut, vergrößert und mit einem Mansarddach versehen. Danach war es im Besitz der Familie von Seherr-Thoss.
Von dieser erwarb 1785 der Direktor des Oberbergamts Breslau, Friedrich Wilhelm Graf von Reden (1752–1815), die Herrschaft Buchwald. Auf Grund seiner Reisen nach England entschied er sich 1789, Buchwald nach englischem Vorbild umzugestalten. Die Bauarbeiten am Schloss unter der Aufsicht von Martin Friedrich Rabe aus Berlin dauerten von 1790 bis 1800. Das Schloss erhielt eine klassizistische Fassade und der Turm wurde zu einem Erker gekürzt. Im Inneren behielt es die verwinkelte Raumaufteilung der Renaissance. Der reich stuckierte Barockraum der sogenannten Kanzlei im Erdgeschoss blieb erhalten, mit offenem Kamin und Wappen und Initialen des Freiherrn Maximilian Joseph von Reibnitz und seiner Frau, geborenen von Netz, ebenso eine barocke Salonflucht im ersten Obergeschoss. Die Diele des Obergeschosses wurde als klassizistisches Oval mit kuppelartiger Wölbung und Oberlicht ausgestaltet. Das Haus barg eine reiche Kunstsammlung mit edlen Porzellanen, Möbeln und Kunstgegenständen, die heute leider fehlt. Der Park wurde als Landschaftspark nach englischem Vorbild im Sinne einer sogenannten Ornamental Farm im Geist der Empfindsamkeit umgestaltet (siehe unten: Schloss- und Parkanlage). Die zum Riesengebirge hin gelegenen alten Wirtschaftsgebäude wurden um 1800 abgebrochen, um die Sicht freizumachen, und durch einen großen Wirtschaftshof hinter dem Schloss ersetzt, den der Langhans-Schüler Carl Gottfried Geißler entwarf.
Friedrich Wilhelm von Reden heiratete 1802 Friederike Riedesel zu Eisenbach (1774–1854). Aus diesem Anlass ordnete der Graf den Bau eines Teehauses (Belvedere) an, das in Form eines Pavillons mit einem offenen Säulengang und zwei Räumlichkeiten an den Seiten ausgeführt wurde und von dem sich ein Ausblick auf das Riesengebirge bietet. Außerdem wurden ein Aussichtsturm, ein Badehaus und eine künstliche Ruine mit römischem Amphitheater errichtet. Die Pläne zur Modernisierung umfassten auch den Park, die vom Gartenarchitekten Hans Karl Walter umgesetzt wurden.
Im Schloss Buchwald waren viele berühmte Besucher zu Gast, z. B. König Friedrich Wilhelm III. mit seiner Ehefrau Königin Luise, die preußischen Staatsmänner Heinrich Friedrich Karl vom und zum Stein und Karl August Fürst von Hardenberg, die polnische Fürstin Izabela Czartoryska, der spätere US-Präsident John Quincy Adams, die Künstler Caspar David Friedrich, Carl Gustav Carus und Caspar Scheuren. Der Dichter Theodor Körner rühmte den Park 1809 in einem Gedicht. Außerdem war der Ort wegen des sozialen Engagements der Gräfin Frederike von Reden bekannt. Sie überzeugte den König auch, die norwegische Stabkirche Wang ins Riesengebirge zu translozieren.
Im Jahr 1815 wurde der Graf in der Krypta der Abtei in Buchwald beigesetzt. Nach dem Tod von Gräfin Friederike 1854 erbte ihre Nichte Marie Karoline von Rotenhan geb. Riedesel (1809–1878) den Besitz.
1933 lebten in Buchwald 779 Einwohner, 1939 waren es 766. Bis 1945 gehörte das Dorf zum Landkreis Hirschberg im Riesengebirge.
Der schlesische Provinzialkonservator Günther Grundmann stellte 1936 das gesamte Inventar, Mobiliar und die Kunstsammlungen des Schlosses unter Denkmalschutz. Im Zweiten Weltkrieg wurde in Buchwald ein Außenlager des KZ Groß-Rosen errichtet. Der letzte Besitzer der Herrschaft Buchwald war Friedrich Freiherr von Rotenhan, der 1946 ausgewiesen wurde und auf das fränkische Schloss Ebelsbach zurückkehrte. Nach Kriegsende wurden das Dorf und das Schloss geplündert.
Als Folge des Zweiten Weltkriegs kam Buchwald 1945 unter polnische Verwaltung. Es wurde in Bukowiec umbenannt und nachfolgend der Woiwodschaft Schlesien zugeordnet. 1950 kam Bukowiec zur Woiwodschaft Breslau. Zwischen 1975 und 1998 gehörte das Dorf zur Woiwodschaft Jelenia Góra. 1999 kam Bukowiec zum Powiat Jeleniogórski (Kreis Jelenia Góra) in der Woiwodschaft Niederschlesien.
Nach 1945 beherbergte das Schloss nacheinander eine Schule, eine Abteilung der Universität Breslau, eine Fachhochschule für Tiermedizin, ein Jugendzentrum und eine landwirtschaftliche Akademie. Die Einrichtung und Sammlung wurde dann vom Denkmalschutzamt übernommen. Im Schloss wurde ein Raum mit Andenken an Graf von Reden eingerichtet. Seit 1999 dauern auf dem Gelände von Bukowiec die Restaurierungsarbeiten an, die Schloss und Park wieder zu alter Pracht verhelfen sollen.
Die weiträumige Parkanlage mit vielen Elementen der Kleinarchitektur eignet sich besonders gut für Spaziergänge und kann auch als Kulisse für Ausstellungen und Konzerte dienen. 
Im Jahr 2010 wurden Schloss und Park von Bukowiec an die Stiftung Schlösser und Gärten im Hirschberger Tal (Fundacji Doliny Pałaców i Ogrodów Kotliny Jeleniogórskiej) übergeben. Im Schloss hat die Vereinigung der Riesengebirgsgemeinden (Związku Gmin Karkonoskich) ihren Sitz.

## Sehenswürdigkeiten

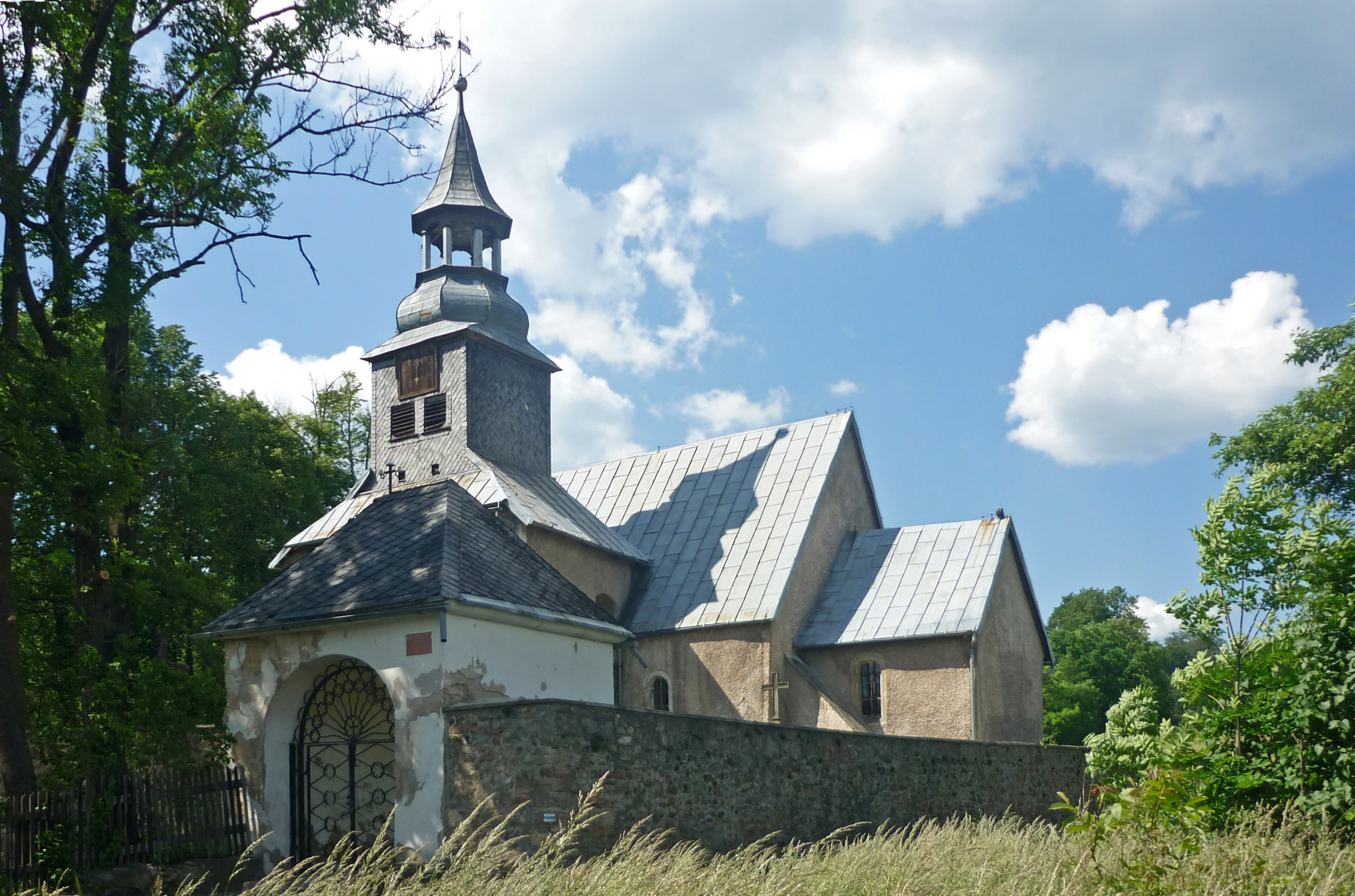
Kirche St. Martin in Buchwald

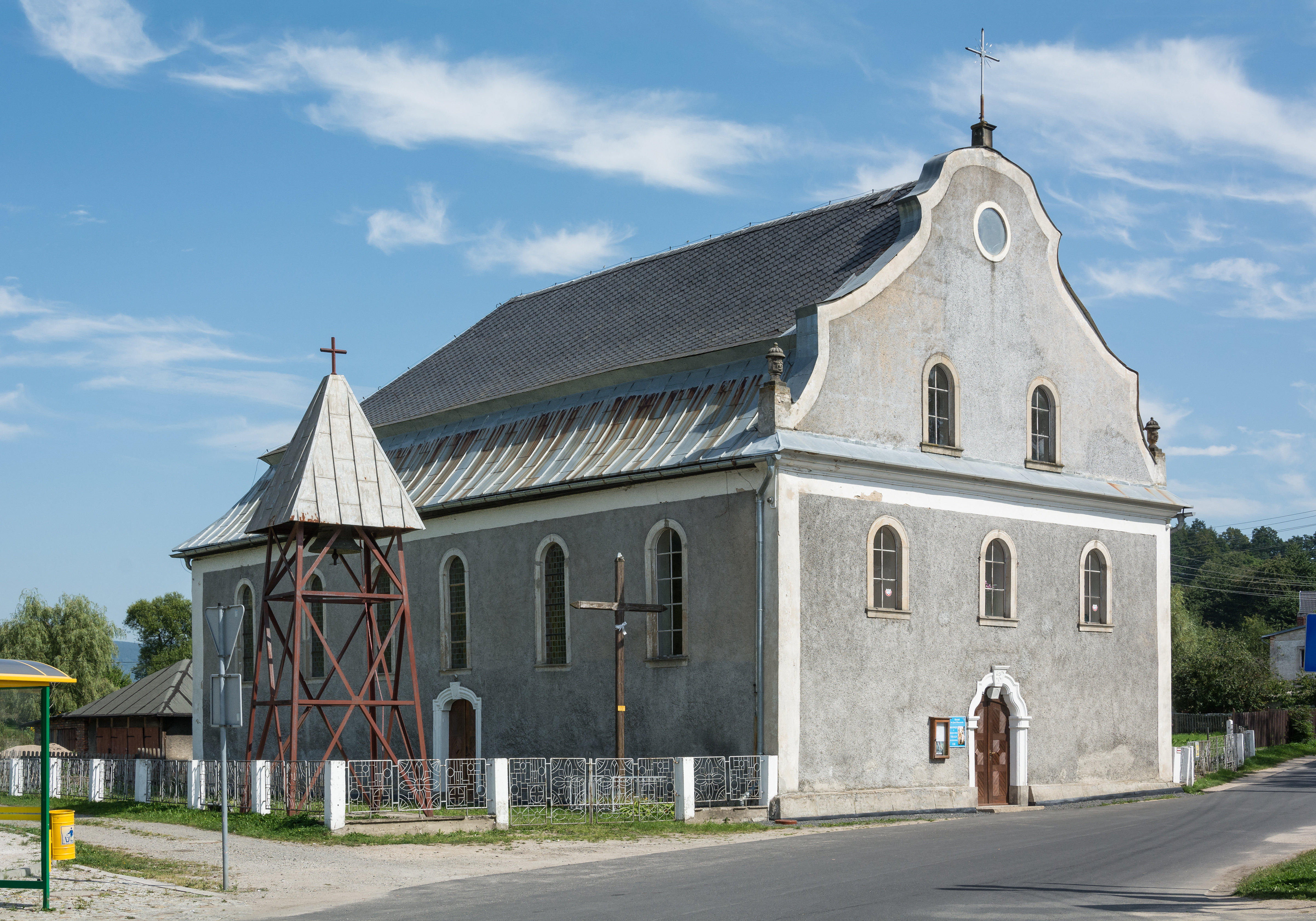
Ehem. evang. Bethauskirche, jetzt Pfarrkirche St. Johannes der Täufer

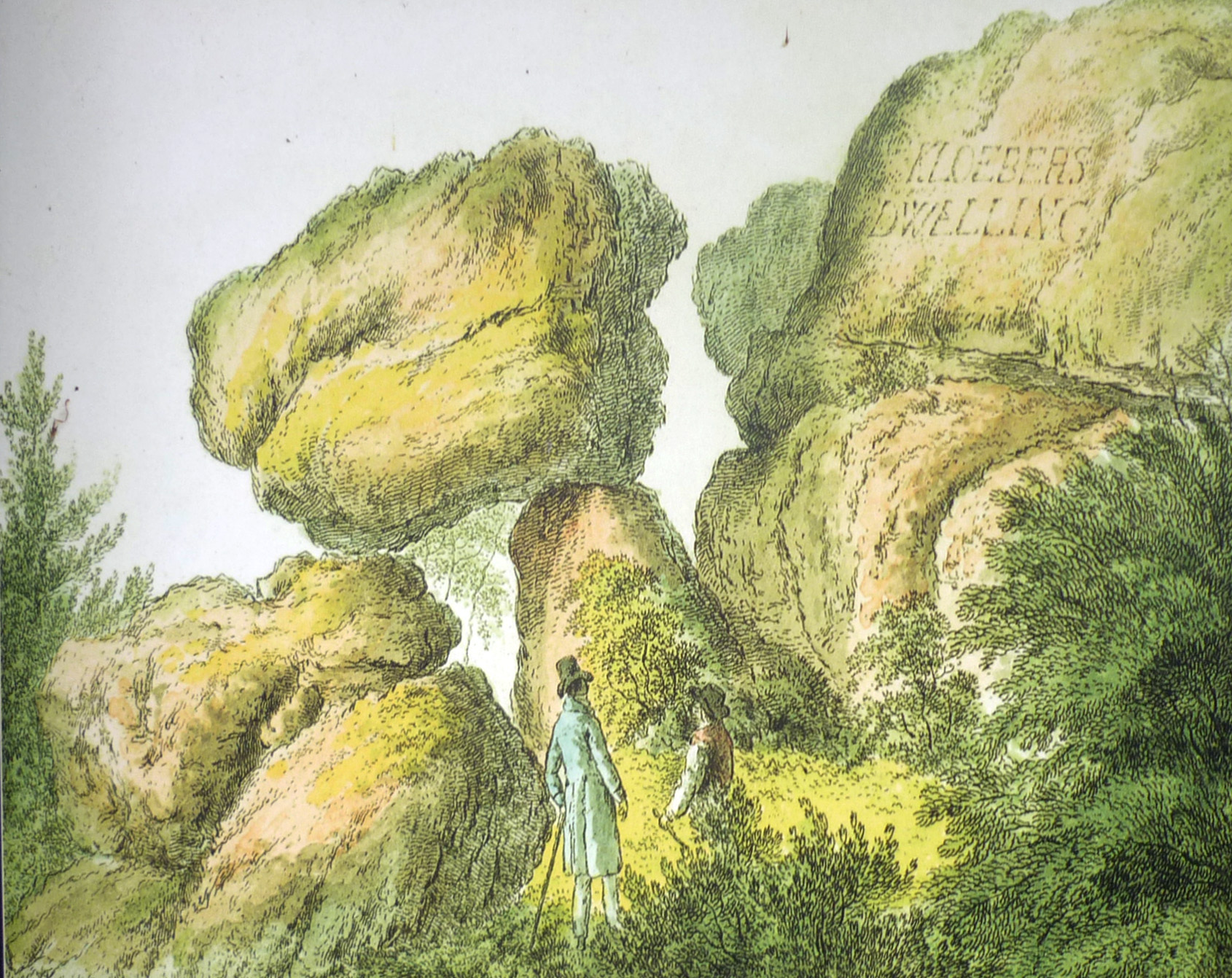
Felsgruppe „Klöbers Dwelling“

Die wichtigsten Sehenswürdigkeiten sind:
- Kirche St. Martin – eine spätgotische Kirche mit unregelmäßigem Umriss. Sie ist von einer Wehrmauer mit Torbastei aus dem 15. und 16. Jhdt. umgeben. Das Presbyterium ist mit einem Kreuzrippengewölbe mit heraldischem Schlussstein versehen. Als Stifter wird anhand des Wappens die Familie von Zedlitz vermutet. Zurzeit wird die Kirche als Friedhofskapelle genutzt.
- Pfarrkirche St. Johannes der Täufer – wurde 1748/1749 als evangelische Bethauskirche ohne Glockenturm errichtet. 1782 wurde im rechten Winkel das Pfarrhaus angebaut. Nach dem Krieg wurde sie demoliert und verfiel zur Ruine. In den Jahren 1967–1969 wurde sie wiederaufgebaut und dient als römisch-katholische Pfarrkirche St. Johannes der Täufer. Die Pfarrgemeinde wurde 1972 aus der Gemeinde in Karpniki (Fischbach) ausgegliedert.
- Gerichtskretscham – der Kretscham steht im Zentrum des Dorfs neben der Kirche und stammt aus dem 18. Jahrhundert. Es handelt sich um ein weiträumiges Gebäude mit gemauertem Erdgeschoss, Fachwerkobergeschoss, Holzdachboden und einem hohen Satteldach mit verkleideten Giebeln. In der Vergangenheit diente es als Gericht, wo der Patronatsherr der Herrschaft Buchwald Streitigkeiten seiner Untertanen entschied.
- Schloss- und Parkkomplex mit
  - Tee-Pavillon (Belvedere) und Gärtnerhaus (1797).
  - Wohn- und Wirtschaftsgebäude, Brauerei und Scheune aus dem 19. Jhdt.
  - Aussichtsturm und künstliche Ruine „Kesselburg“ mit Amphitheater (480 m)
  - Abtei (künstliche Ruine), teilweise auch Mausoleum
- Klöber-Denkmal – eine Felsgruppe aus gewaltigen Granitblöcken südlich des Dorfes, am Wanderweg nach Schmiedeberg (Kowary). An einem der Steine stand die Aufschrift „Klöbers Dwelling 1795“ und erinnerte an den Aufenthalt des Historikers Karl Ludwig Klöber (1739–1795) in Buchwald.[12]
- Sühnekreuz – das steinerne Sühnekreuz befindet sich an Straße nach Ober Buchwald (Górny Bukowiec). Sühnekreuze erinnern nach mittelalterlichem Recht an eine Mordtat. In den Stein wurde ein Spieß gemeißelt, der das Mordwerkzeug darstellt.
- Teufelskanzel – ist eine Felsformation im oberen Ortsteil nördlich von Hohenwiese (Wojków). An dieser Stelle sammelten sich noch zu österreichischen Zeiten im Geheimen evangelische Gläubige, um dort Gottesdienste abzuhalten.
- Cholerakreuz – ein Kreuz auf einer Sandsteinplatte neben der Martinskirche.

## Schloss- und Parkanlage
Der Landschaftspark von Buchwald ist einer der größten seiner Art in Schlesien. Der Park ist geprägt von der „romantischen Idee“ und sollte zur Kontemplation anregen. Dabei wurde auf die Gestaltung von schönen Plätzen mit Ausblicken in die weite Landschaft besonderer Wert gelegt und die natürlich gewachsene Landschaft der Umgebung mit dem gestalteten Park und seinen Bauten verbunden. Gegenwärtig sind auf dem Plan der Parkanlage etwa 70 Einzelelemente (Gebäude, Naturdenkmale und Infotafeln) ausgewiesen. Die Aussicht vom Schloss auf das Riesengebirge ist heute zugewachsen, sie bietet sich jedoch vom Belvedere.
Der Schlosspark ist Mitglied des Gartenkulturpfades beiderseits der Neiße. Dies verbessert die Möglichkeiten der Pflege (Parkseminare) und die Aussichten auf Förderung sowie die touristische Erschließung.
Die wichtigsten Elemente von Schloss, Gut und Park (etwa 120 ha) sind in der folgenden Tabelle zusammengestellt.
- Karte mit allen Koordinaten:
- OSM |
- WikiMap

| Objekt (deutsch) | Objekt (polnisch)                                     | Lage   | Bild |
| --- | ----------------------------------------------------- | ------ | ---- |
| Athena-Tempel – Teehaus (Belvedere)                                                                                                   | Świątynia Ateny – Herbarciarnia                       | (Lage) |      |
| Sichtachse vom Belvedere – Panorama Riesengebirge                                                                                     | Oś widokowa – Panorama Karkonoszy                     | (Lage) |      |
| Felsgruppe | Grupy skalne                                          | (Lage) |      |
| Die älteste Eiche | Najstarszy dąb                                        | (Lage) |      |
| Gedenkstein für den schlesischen Geographen, Naturforscher und Pfarrer Johann Adam Valentin Weigel (1740–1806) (nicht mehr vorhanden) | Pomnik poświęcony pastorowi Weiglowi                  | (Lage) |      |
| Gärtnerhaus des Gartenarchitekten Hans Karl Walter (1797) mit Blumengarten                                                            | Dom Ogrodnika                                         | (Lage) |      |
| Mooshaus (nicht mehr vorhanden) | Dom Kryty Mchem                                       | (Lage) |      |
| Linden, im Bündel gepflanzt | Lipy sadzone w wiązce                                 | (Lage) |      |
| Aussichtsturm (Hopfenturm) | Wieża widokowa                                        | (Lage) |      |
| Panorama Riesengebirge | Panorama Karkonoszy                                   |        |      |
| Panorama Landeshuter Kamm | Panorama Rudaw Janowickich                            |        |      |
| Kesselburg (künstliche Ruine) | Zamek Kessela                                         | (Lage) |      |
| Römisches Amphitheater | Rzymski amfiteatr                                     |        |      |
| Pappeln, im Bündel gepflanzt | Topole sadzone w wiązce                               | (Lage) |      |
| Ring von Druidensteinen | Krąg Druidów                                          | (Lage) |      |
| Steinteich – Hort der Wasservögel | Staw Kamienisty – ostoja ptactwa wodnego              | (Lage) |      |
| Insel im Steinteich | Wyspa na Stawie Kamienistym                           | (Lage) |      |
| Sumpf – Feuchtgebiete (Biotop) | Trzesawisko – ekspozycja roślinności bagiennej        | (Lage) |      |
| Zwei Eichen als Gedenkort für Friederike und Friedrich von Reden                                                                      | Drzew pamiątkowe Fryderyka i Fryderyki                | (Lage) |      |
| Berg Mrowiec (512 m, Ameisenberg) | Góra Mrowiec                                          | (Lage) |      |
| Tierpark (geplant) | Zwierzyniec                                           | (Lage) |      |
| Wiesenteich oder Schwanenteich – Hort der Wasservögel                                                                                 | Staw Łąkowy (Staw Łabędzi) – ostoja ptatctwa wodnego  | (Lage) |      |
| Nistwald | Olszyna – las lęgowy                                  | (Lage) |      |
| Badeteich (Großer Teich) | Staw Kąpielnik                                        | (Lage) |      |
| Auwald | Lasy Łęgowe                                           |        |      |
| Eichen am Damm (vgl. C. D. Friedrich: Der einsame Baum)                                                                               | Dęby na groblach                                      | (Lage) |      |
| Panorama des Riesengebirges als Spiegelung im Teich Kapelník (Badeteich)                                                              | Panorama Karkonoszy w lustrze Stawu Kąpielnik         |        |      |
| Renaissance-Brunnen (nicht mehr vorhanden)                                                                                            | Studnia renesansowa                                   | (Lage) |      |
| Abteiruine (1815) mit Mausoleum | Ruiny Opactwa                                         | (Lage) |      |
| Grabkreuze an der Abteiruine | Nagrobne krzyże                                       | (Lage) |      |
| Aussichtsplattform | Taras widokowy                                        | (Lage) |      |
| Felsenhöhle über dem Eglitzbach | Pieczara nad Jedlica                                  | (Lage) |      |
| Eglitzbach oder Iselbach | Rzeka Jedlica                                         | (Lage) |      |
| Grotte am Kapellenteich (Ponura-Kapelle)                                                                                              | Grota Kapliczki (Ponura Kapliczka)                    | (Lage) |      |
| Kapellenteich | Staw Ponurej Kapliczki                                | (Lage) |      |
| Panorama des Riesengebirges als Spiegelung im Kapellenteich                                                                           | Panorama Karkonoszy w lustrze Stawu Ponurej Kapliczki |        |      |
| Kapellenteich – Poetengarten | Staw Ponurej Kapliczki – ogród poetów                 |        |      |
| Schwimmende Inseln | Staw Ponurej Kapliczki – Pływajace wyspy              |        |      |
| Gartenteich mit Wasserlilien | Staw Ogrodowy – kolekcja nenufarów                    | (Lage) |      |
| Ufernahe Vegetation | Roślinność przybrzeżna i woda                         |        |      |
| Weidenallee | Aleja Wierzbowa                                       | (Lage) |      |
| Anlegestelle | Przystań lódek                                        | (Lage) |      |
| Ehemalige Mühle | Mlyn i mlynówka                                       | (Lage) |      |
| Fischerhütte (nicht mehr vorhanden)                                                                                                   | Chatka Rybaka                                         | (Lage) |      |
| Panorama des Riesengebirges von der ehemaligen Fischerhütte                                                                           | Panorama Karkonoszy z dawnego Domu Rybaka             |        |      |
| Brauerei | Browar                                                | (Lage) |      |
| Gutshof (Wirtschaftsgebäude und Remise)                                                                                               | Zabudowania folwarczne                                | (Lage) |      |
| Gutshof (Scheune) | Zabudowania folwarczne – stodoła                      | (Lage) |      |
| Pergola | Pergola                                               | (Lage) |      |
| Schloss Buchwald | Pałac Bukowiec                                        | (Lage) |      |
| Orangerie (Salon) (nicht mehr vorhanden)                                                                                              | Oranżeria – salon pałacowy                            | (Lage) |      |
| Marmorbank (Exedra) Ludwig Persius (1845) am Mühlenteich (zerstört, 2023 rekonstruiert)                                               | Lawa marmurowa                                        | (Lage) |      |
| Schlosspark | Park przypałacowy                                     | (Lage) |      |
| Schlossteich mit Insel | Staw pałacowy z wyspa                                 | (Lage) |      |
| Mühlenteich | Staw Mlyński                                          | (Lage) |      |
| Hechtteich | Staw Szczupakowy                                      | (Lage) |      |
| Langer Teich | Staw Długi                                            | (Lage) |      |
| Lichtung mit Blick zum Langen Teich                                                                                                   | Polana widokowa                                       | (Lage) |      |
| Quirl-Teich | Staw Gniewków                                         | (Lage) |      |

## Persönlichkeiten
- Horst Brünner (1929–2008), Politiker in der ehemaligen DDR